# Трёх Иерархов (линейный корабль, 1766)
«Трёх Иерархов» или «Три иерарха» — парусный линейный корабль Балтийского флота Российской империи, один из кораблей типа «Слава России», участник русско-турецкой войны 1768—1774 годов в составе первой эскадры Первой Архипелагской экспедиции, в том числе Хиосского и Чесменского сражений.

## Описание судна

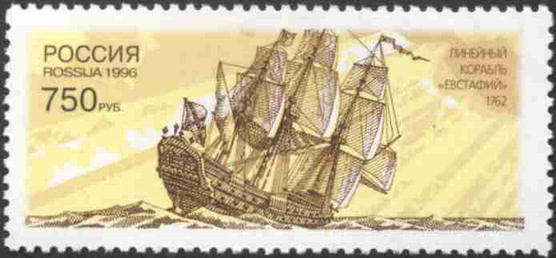
Корабль «Евстафий Плакида», один из серии кораблей типа «Слава России», на российской марке 1996 года

Представитель серии парусных двухдечных линейных кораблей типа «Слава России». Эта серия кораблей была самой многочисленной и одной из самых удачных серий линейных кораблей Российского императорского флота. Корабли серии строились с 1733 по 1774 год на верфях Санкт-Петербурга и Архангельска и принимали участие во всех плаваниях и боевых действиях российского флота в период с 1734 по 1790 год. Всего в рамках серии было построено 58 линейных кораблей. Все корабли этой серии обладали высокими мореходными качествами, хорошей маневренностью и остойчивостью.
Водоизмещение корабля составляло 1200 тонн, длина по сведениям из различных источников от 46,5 до 47,4 метра, ширина от 12,3 до 12,65 метра, а осадка от 5,4 до 5,48 метра. Вооружение судна составляли 66 орудий, включавшие двадцатичетырёх-, двенадцати- и шестифунтовые пушки, а экипаж состоял из 600 человек. Скорость судна при свежем ветре могла достигать восьми узлов.
Наименование кораблю было дано императрицей Екатериной II в честь иерархов русской православной церкви Василия Великого, Григория Богослова и Иоанна Златоуста, в связи с чем его полное наименование звучало как «Трёх Иерархов: Василия Великого, Григория богослова, Иоанна Златоуста», в некоторых источниках также встречается вариант: «Трёх Святиелей: Василия Великого, Григория богослова, Иоанна Златоуста».

## История службы
Корабль «Три иерарха» был заложен в Санкт-Петербурге и после спуска на воду в июне 1766 года вошел в состав Балтийского флота.
В составе эскадр находился в практических плаваниях в Финском заливе в 1767 и 1768 годах.
Принимал участие в русско-турецкой войне 1768—1774 годов. 26 июля 1769 года в составе 1-й Архипелагской эскадры адмирала Г. А. Спиридова вышел из Кронштадта по маршруту Копенгаген — Гулль — пролив Ла-Манш — Гибралтар и 2 декабря 1769 года прибыл в Порт-Магон, где собиралась эскадра. 3 февраля 1770 года отделился от эскадры и с фрегатом «Надежда Благополучия» пришел в Ливорно. 1 апреля корабль под флагом графа А. Г. Орлова вышел из Ливорно и 14 апреля соединился с эскадрой, находившейся у крепости Корон.
С 26 апреля по 6 мая во главе отряда бомбардировал крепость Модон, но ввиду многократного численного превосходства турецких войск отряд вынужден был прекратить осаду и уйти в Наварин. 27 мая под флагом А. Г. Орлова вышел из Наварина и 11 июня у острова Мило присоединился к флоту. 24 июня участвовал в сражении в Хиосском проливе, находясь в кордебаталии, затем — в Чесменском сражении.
18 июля во главе эскадры пришел к острову Лемнос, суда эскадры высадили десант у крепости Пелари и блокировали её с моря, поддерживая огнём сухопутные войска. 3 октября с отрядом ушел от Пелари к острову Порос.

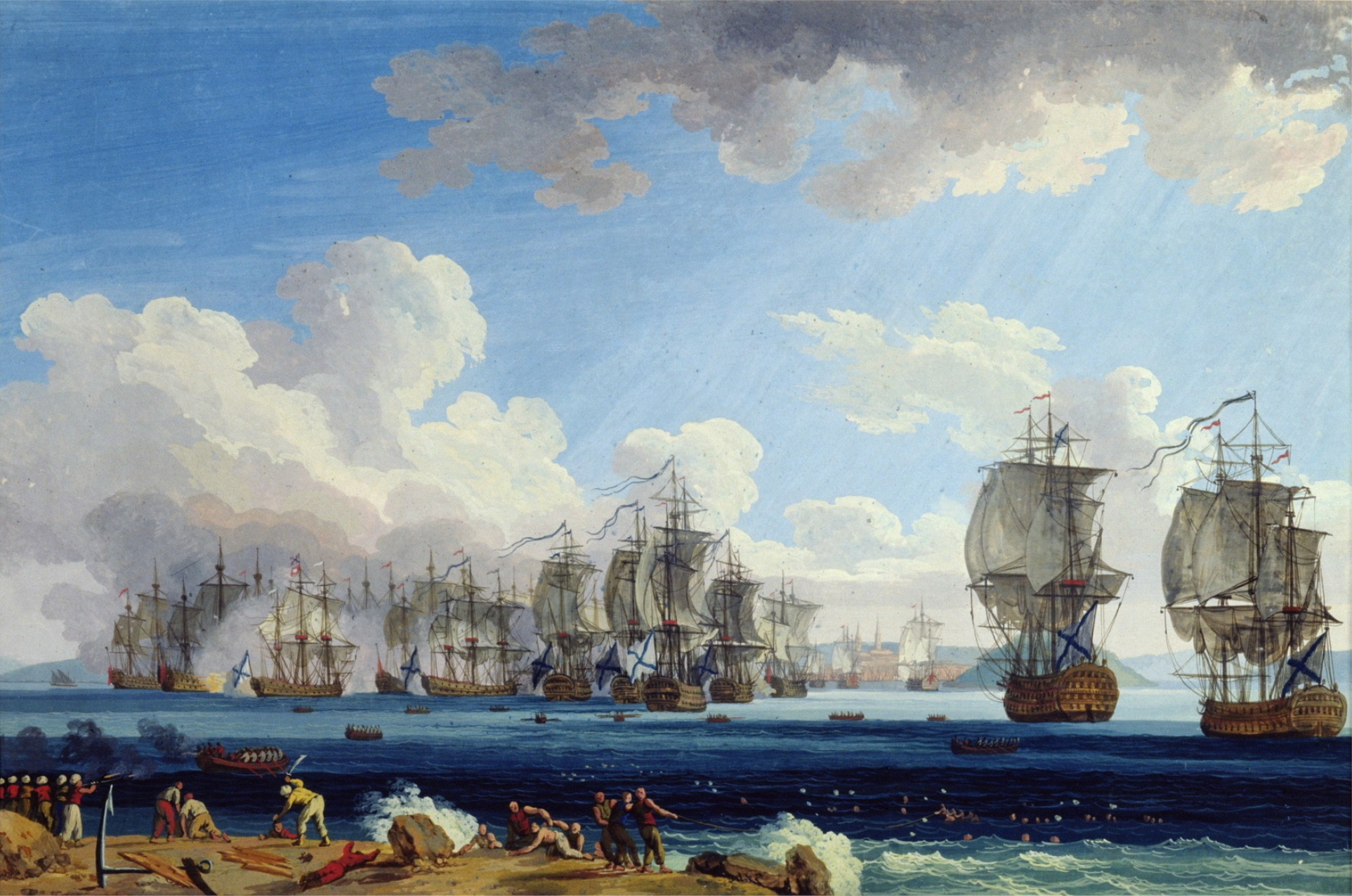
Я. Ф. Хаккерт «Бегство турецкого флота в бухту Чесма» Корабль «Трех Иерархов» (изображен слева с красным вымпелом с овалом под андреевским флагом) преследует турецкий флот

С 13 ноября 1770 года по 7 июля 1771 года под флагом А. Г. Орлова ходил из Аузы в Ливорно. С августа по ноябрь 1771 года во главе эскадры совершил плавание вдоль берегов полуострова Негропонт, к острову Тассо, к проливу Дарданеллы, вдоль берегов Турции, c 1 по 5 ноября высаживал десант и бомбардировал крепость Митилини.
28 декабря 1771 года прибыл в Ливорно на ремонт. 16 февраля 1773 года пришел из Ливорно в Аузу, где присоединился к флоту, а затем в составе эскадр и отрядов выходил в крейсерство в Архипелаг, высаживал десанты и вел бомбардировку крепостей Будрум и Станчио.
С января по октябрь 1774 года во главе отряда выходил в крейсерство к островам Патмос и Самое, блокируя турецкий берег. 7 октября пришел в Аузу. 16 мая 1775 года вышел в Россию, 26 мая у мыса Матапан присоединился к эскадре вице-адмирала А. В. Елманова и вместе с ней прошел по маршруту Порт-Магон — Гибралтар — Портсмут — Копенгаген — Ревель. 19 октября 1775 году прибыл в Кронштадт.
7 июля 1776 года принимал участие в Высочайшем смотре судов Архипелагских эскадр на Кронштадтском рейде, а затем в учениях у Красной Горки. Больше в море не выходил, стоял в Кронштадтской гавани.
Корабль «Три иерарха» разобран в 1786 году в Кронштадте.

## Командиры корабля
Командирами линейного корабля «Трёх иерархов» в разное время служили:
- С. К. Грейг (1767—1770 годы);
- В. П. Фондезин (1771 год);
- П. А. Степанов (1772 год);
- И. Муратов (1773—1776 годы);
- Р. К. Дугдаль (1777—1780 годы).

### Комментарии
1. ↑  Также в серию входили два корабля «Ревель» 1735 и 1756 годов постройки, два корабля «Ингерманланд» 1735 и 1752 годов постройки, два корабля «Северный Орёл» 1735 и 1763 годов постройки, два корабля «Святой Пётр» 1741 (до 6 (17) декабря 1741 года назвался «Иоанн») и 1760 годов постройки, два корабля «Полтава» 1743 и 1754 годов постройки, два корабля «Святой Александр Невский» 1749 и 1762 годов постройки, два корабля «Москва» 1750 и 1760 годов постройки, корабли «Слава России» (головной корабль серии), «Основание Благополучия», «Леферм», «Счастие» (до 6 (17) декабря 1741 года назвался «Генералиссимус Российский»), «Благополучие» (до 6 (17) декабря 1741 года назвался «Правительница Российская»), «Екатерина», «Фридемакер», «Лесное», «Архангел Рафаил», «Святая великомученица Варвара», «Святой Сергий», «Святой Иоанн Златоуст» (В 1751 году был переименован в «Святой Иоанн Златоуст второй» в связи с постройкой одноимённого 80-пушечного корабля), «Архангел Гавриил», «Архангел Уриил», «Наталия», «Астрахань», «Рафаил», «Святой Иаков», «Не тронь меня», «Евстафий Плакида», «Святой Иануарий», «Саратов», «Тверь», «Трёх святителей», «Европа», «Всеволод», «Ростислав», «Святой Георгий Победоносец», «Граф Орлов», «Память Евстафия», «Победа», «Виктор», «Вячеслав», «Дмитрий Донской», «Мироносиц», «Святой князь Владимир», «Александр Невский», «Борис и Глеб», «Преслава», «Дерись», «Ингерманландия», «Спиридон» и один корабль без названия 1758 года постройки.
2. ↑  155 футов 6 дюймов.
3. ↑  41 фут 6 дюймов.
4. ↑  18 футов.